# Leptochela gracilis
Leptochela gracilis är en kräftdjursart som beskrevs av William Stimpson 1860. Leptochela gracilis ingår i släktet Leptochela och familjen Pasiphaeidae. Inga underarter finns listade i Catalogue of Life.